# Lalla (Astronom)
Lalla (* um 720; † um 790) war ein indischer Astronom und Mathematiker. Sein bekanntestes Werk ist Shishyadhividdhidatantra. Der erste Teil dieses Werkes befasst sich in 13 Kapiteln zum Beispiel mit
- mittleren und wahren Längengraden der Planeten,
- Mond- und Sonnenfinsternis,
- Sonnenauf- und Untergang,
- Mondschatten und
- Planetenkonjunktionen untereinander und mit Fixsternen.

Der zweite Teil behandelte mathematische Sphären.
Ein weiteres Werk ist Jyotisaratnakosa. Dieses Buch war 300 Jahre lang das populärste Astronomiebuch in Indien. Ein weiteres Werk gilt als verschollen.
Lalla irrte in einigen Bereichen. So glaubte er nicht, dass sich die Erde dreht – eine Behauptung die Aryabhata der Ältere über 200 Jahre vorher aufgestellt hatte. Lallas Shishyadhividdhidatantra enthält auch die älteste bekannte Beschreibung eines (nicht funktionierenden) Perpetuum mobile: das als klassisch zu bezeichnende Rad mit sich veränderndem Schwerpunkt (mittels Quecksilber), das sich seit dieser Zeit wie ein roter Faden durch die Perpetuum-mobile-Literatur zieht.

## Englische Übersetzungen
- Bina Chatterjee: Sisyadhivrddhidatantra of Lalla (critical edition with Commentary of Mallikarjuna Suri). 1969–1971. Indian National Science Academy, 1981.
- Bina Chatterjee: Sisyadhivrddhidatantra of Lalla (English translation with mathematical notes). 1969–1971. Indian National Science Academy, 1981.